# Liste des maires de Sannois
Cet article dresse une liste par ordre de mandat des maires de Sannois, commune française située dans le département du Val-d'Oise en région Île-de-France.

## Liste des maires
| Période                                  | Période                    | Identité            | Étiquette            | Qualité |
| ---------------------------------------- | -------------------------- | ------------------- | -------------------- | --- |
| Les données manquantes sont à compléter. |                            |                     |                      | |
| 1790                                     | 1792                       | Pierre Gillet       |                      | |
| 1792                                     | 1793                       | M. Mauchain         |                      | |
| 1793                                     | 1798                       | M. Roussel          |                      | |
| 1799                                     | 1810                       | Paul Duhomme        |                      | |
| 180                                      | 1813                       | Claude Dumont       |                      | |
| 1813                                     | 1815                       | Jean-Pierre Coquet  |                      | |
| 1815                                     | 1825                       | Jean Ledannois      |                      | |
| 1825                                     | 1840                       | Louis Montalant     |                      | |
| 1840                                     | 1846                       | M. Marie Aumont     |                      | |
| 1846                                     | 1859                       | Charlemagne Duhomme |                      | |
| 1859                                     | 1861                       | Alexis Challot      |                      | |
| 1861                                     | 1879                       | Paul Retali         |                      | |
| 1879                                     | 1881                       | Pierre Guerin       |                      | |
| Les données manquantes sont à compléter. |                            |                     |                      | |
| 1908                                     | 1912                       | Pierre Lesacq       |                      | |
| 1913                                     | 1926                       | Louis Moreaux       |                      | |
| 1926                                     | 1929                       | François Prat       |                      | |
| 1929                                     | 1932                       | Antonin Perrette    |                      | |
| 1932                                     | 1944                       | Félicien Paulmier   |                      | |
| 1944                                     | 1945                       | Jean Labeur         | SFIO                 | Ingénieur |
| 1945                                     | 1947                       | Gaston Groulard     | PCF                  | |
| 1948                                     | 1950                       | Louis Desmons       |                      | |
| 1950                                     | 1953                       | Louis Moreaux       |                      | |
| 1953                                     | 1954                       | Henri Desdions      |                      | |
| 1954                                     | 1955                       | René Prat           |                      | |
| 1955                                     | 1959                       | Jean Lespes         | PCF                  | |
| 1959                                     | 1992                       | André Cancelier,    | UDF-PSD              | Médecin Chevalier de la Légion d'honneur Conseiller régional d’Île-de-France (1977 → ? )) Croix de guerre 39-45 Démissionnaire                                               |
| février 1992                             | avril 2014                 | Yanick Paternotte   | UDF puis DL puis UMP | Docteur en pharmacie Député du Val-d'Oise (9e circ.) (2007 → 2012) Conseiller général de Sannois (1985 → 2007) Vice-président du conseil général du Val-d'Oise (1988 → 2007) |
| avril 2014,                              | En cours (au 8 avril 2021) | Bernard Jamet       | DVD puis LR puis DVD | Ancien directeur d'école Vice-président de la CA Val Parisis (2015 → ) Réélu pour le mandat 2020-2026,                                                                       |